# Форт Стэнтон
Форт Стэнтон (англ. Fort Stanton) — армейский пост США, созданный в 1855 году. Расположен примерно в семи милях к северо-востоку от города Капитан в штате Нью-Мексико, вблизи деревни Линкольн. После начала Второй мировой войны здесь был построен лагерь для военнопленных и гражданских интернированных лиц немецкого и японского происхождения.
Включён в Национальный реестр исторических мест США 13 апреля 1973 года.

## История

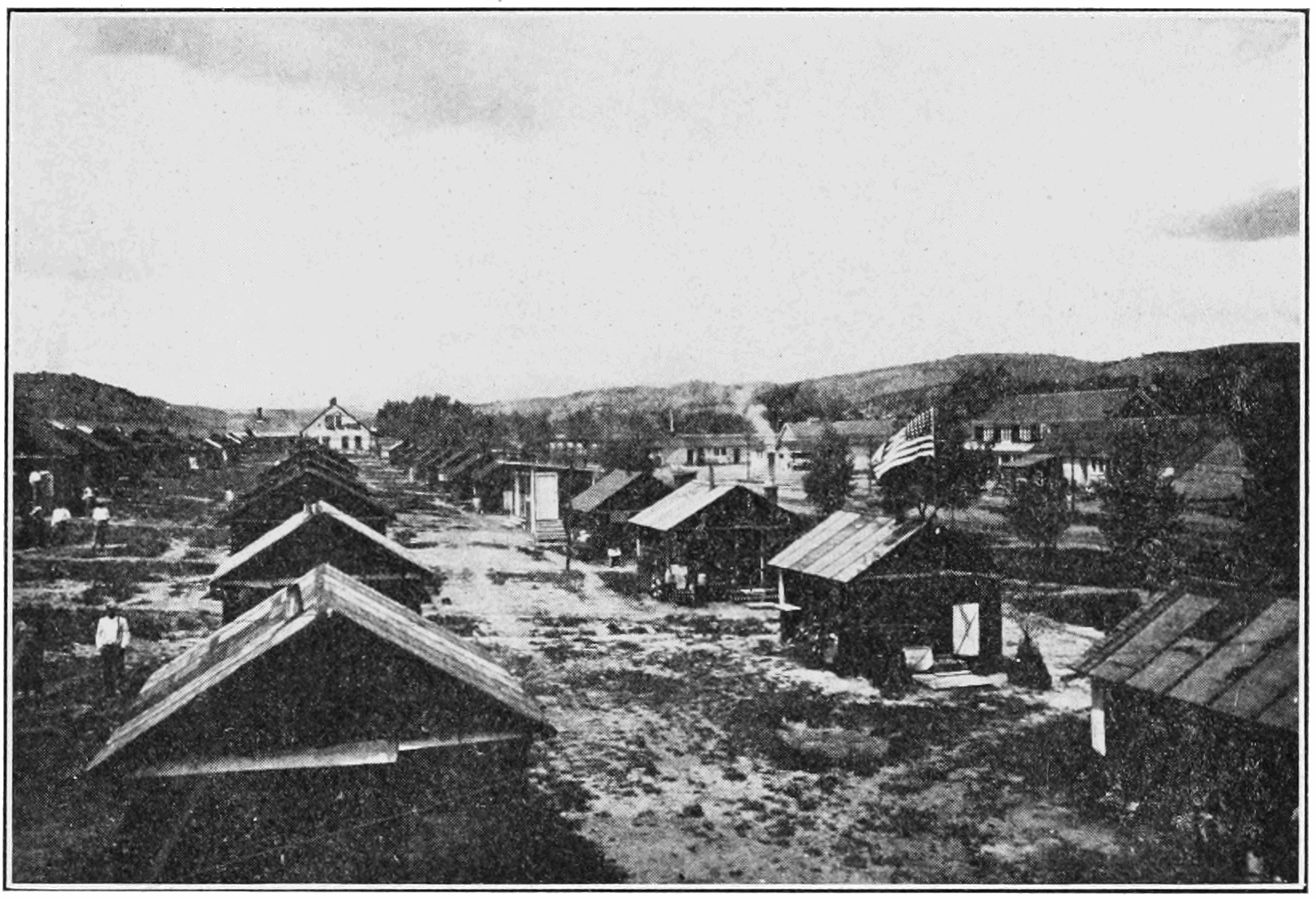
Форт Стэнтон, около 1913 года

Форт был построен на месте индейской резервации в 1855 году 1-м драгунским, 3-м пехотным и 8-м пехотным полками Армии США, как база для военных операций против мескалеро-апачей и защиты поселений латиноамериканцев и белых вдоль реки Рио-Бонито во время Апачских войн. В 1873 году резервация была перенесена на 30 миль к юго-западу. С 1855 по 1880-е годы форт служил базой для многочисленных военных кампаний.
В разное время в форте Стэнтон проживали Кит Карсон, Джон «Блэк Джек» Першинг, Билли Кид и Пэт Гарретт.
Во время Гражданской войны в США форт был захвачен войсками Конфедерации в 1861 году.
Это военное укрепление было заброшено Армией США в 1896 году. В 1899 году по указанию президента Уильяма Мак-Кинли форт Стэнтон был преобразован в Военно-морской госпиталь, на базе которого был открыт первый в США федеральный противотуберкулезный санаторий. Военно-морской госпиталь был закрыт в 1953 году.

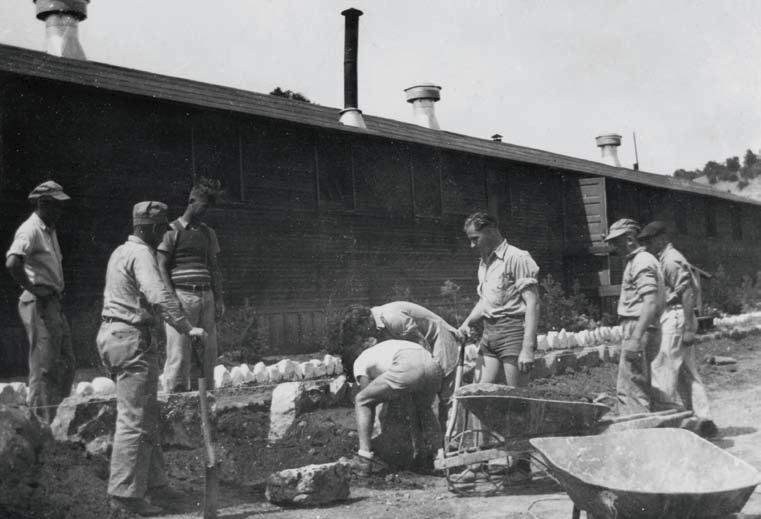
Немецкие интернированные в форте Стэнтон, между 1941 и 1945 годами

Во время Второй мировой войны госпиталь форта Стэнтон использовался в качестве центра содержания под стражей для американцев немецкого и японского происхождения. Кроме них, в форте Стэнтон находились в заключении 411 граждан Германии, команда океанского лайнера SS Columbus, пленённая ещё в 1939 году. «Граждане враждебных государств» были в основном иммигрантами, проживающими в США, которые были взяты под стражу по подозрению в диверсиях вскоре после вступления США в войну, несмотря на отсутствие подтверждающих их вину доказательств и доступа к надлежащей правовой процедуре для большинства интернированных. 31 интернированный американец немецкого происхождения, из тех, что были названы Министерством юстиции «нарушителями спокойствия», содержался отдельно от 17 американцев японского происхождения (также признанных властями «проблемными»); японцы были переведены в форт Стэнтон 10 марта 1945 года и депортированы в Японию позже в том же году. Форт Стэнтон имел удачное расположение для создания лагеря: рядом с фортом находились заброшенные здания Гражданского корпуса охраны окружающей среды, которые можно было использовать, а также действующая больница. Кроме того, «расположение гарантировало, что любая пронацистская деятельность будет изолирована в этой довольно уединённой части Нью-Мексико». К тому же, американцы были убеждены, что бегство из форта Стэнтон бессмысленно из-за удалённости района: кроме Мексики, которая находится более чем в 100 милях к югу от форта, бежать было некуда.
Попытки побега из форта Стэнтон предпринимались неоднократно, но все беглецы были пойманы и возвращены в лагерь. Самый известный побег был совершён ночью 1 ноября 1942 года. Бруно Дате, Вилли Мишель, Герман Рунне и Йоханнес Гранц под покровом темноты сумели выскользнуть из лагеря и направились на юг к границе. Однако вскоре их отсутствие в лагере было обнаружено, поэтому полиция Нью-Мексико, Техаса и Мексики начала масштабную охоту. Немцы не смогли уйти далеко: 3 ноября владелец ранчо и член окружного отряда Боб Бойс заметил беглецов, когда охранял каньон Гэблдон. Бойс немедленно послал сообщение основным силам отряда, который состоял из двадцати пяти человек и находился под командованием заместителя шерифа Джо Нельсона. Отряд обнаружил немцев примерно в четырнадцати милях к югу от лагеря на холме в Национальном лесу Линкольна. Согласно газетным статьям того времени, немцы были захвачены врасплох. При задержании один из беглецов получил огнестрельное ранение. Все четверо были задержаны и доставлены обратно в форт Стэнтон.

## В настоящее время

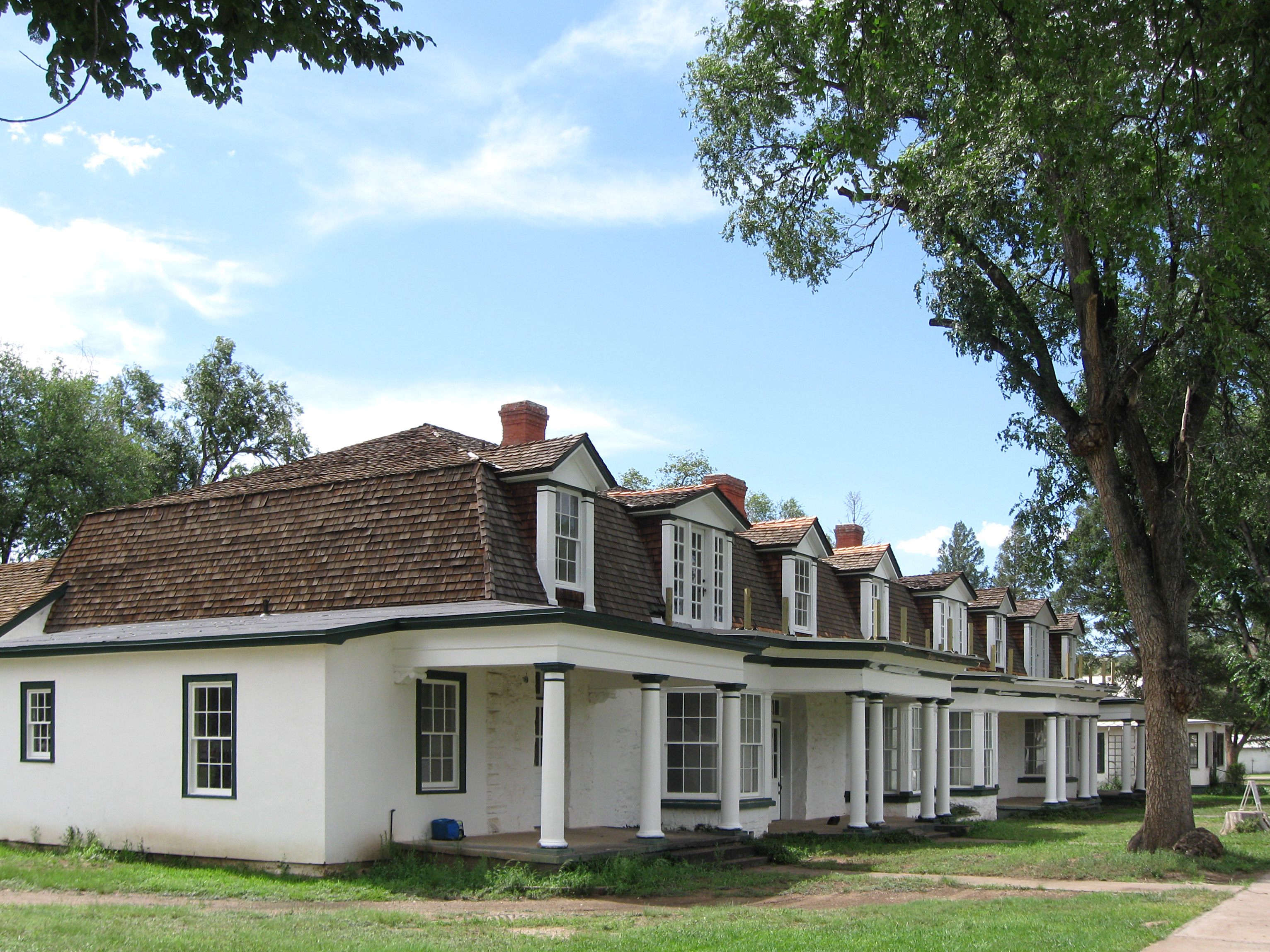
Восстановленные дома офицеров в 2009 году

В 2008 году губернатор Нью-Мексико Билл Ричардсон объявил о планах по превращению форта Стэнтон в исторический и культурный объект, а также о выделении средств на ремонт штаб-квартиры, офицерских помещений и конюшен форта.
В 2009 году территория вокруг форта Стэнтон и пещер форта Стэнтон была определена Конгрессом США как Национальная заповедная зона (NCA) площадью более 25 000 акров для защиты уникальной достопримечательности, Прохода Снежной реки в пещере форта Стэнтон. Снежная река была обнаружена в 2001 году участниками проекта по исследованию пещер форта Стэнтон. Новая NCA, названная Fort Stanton — Snowy River Cave, находится в ведении Бюро землепользования полевого отделения Розуэлла. NCA имеет более 90 миль многоцелевых маршрутов для верховой езды, катания на горных велосипедах и пеших прогулок. Также здесь ежегодно проводятся соревнования по верховой езде, продолжительность которых составляет до шести дней. На южной и северо-восточной границах к NCA примыкает район рейнджеров Smokey Bear в Национальном лесу Линкольна.
В 2019 году группа из Национального гражданского общественного корпуса AmeriCorps вместе с персоналом форта Стэнтон отремонтировали и превратили здание Идальго в форте Стэнтон в общежитие для волонтеров, начали реставрацию исторического здания школы, восстановили оригинальное здание противотуберкулёзного пункта и расширили текущую экспозицию музея в разделах эпохи до Гражданской войны (1858 г.) и эпохи индейских войн (1873 г.).

### О больнице
- J. O. Cobb. The Arid Region Of The United States For Consumptives :  [англ.] // The Sanitarian. — New York, USA : The Medico-Legal Society Of New York, 1899. — Vol. 43, no. 361. — P. 501–511.
- J. O. Cobb. The Sanitarium for Consumptive Sailors Established: The U.S. Marine Hospital Service At Fort Stanton, N.M. :  [англ.] // Gaillard's Medical Journal. — New York, USA, 1900. — Vol. LXXIII, no. 6. — P. 290-296.
- John Bessner Huber. Consumption: Its Relation To Man And His Civilization :  [англ.]. — Philadelphia PA, USA : J. B. Lippincott, 1906. — P. 265-274.
- Oliver P. Newman. Government Care Of Consumptives :  [англ.] // The American Monthly Review of Reviews. — 1904. — Vol. XXX, no. 1. — P. 59–64.
- Alfred C. Reed. United States Public Health Service :  [англ.] // Popular Science Monthly. — New York, USA : The Science Press, 1913. — Vol. LXXXII, no. 4. — P. 353–375.
- R. J. Rosenau. Report on the Work of the Marine Hospital Service at Fort Stanton, New Mexico :  [англ.] // The Medico-Legal Journal. — New York, USA : The Medico-Legal Society Of New York, 1900. — Vol. XVII. — P. 504–508.
- Marine Hospital Sanatorium, Fort Stanton, New Mexico :  [англ.] // The Modern Hospital. — McGraw-Hill, 1918. — Vol. X, no. 1. — P. 7-9.

### О центре содержания интернированных
- William E. Anderson. Guests for the Duration, World War II and the Crew of the S.S. Columbus: Historical Archaeological Investigation of the Fort Stanton Internment Camp (1941-1945). — Eastern New Mexico University, 1993.
- Louis Fiset. Return to Sender: U.S. Censorship of Enemy Alien Mail in World War II :  [англ.] // Prologue Magazine. — Washington DC, USA : National Archives and Records Administration, 2001. — Vol. 33, no. 1.
- James J. McBride. Interned: Internment Of The SS Columbus Crew During World War II. — University of New Mexico, 1996.
- Fort Stanton (detention facility) (англ.). Densho Encyclopedia (1 апреля 2013).
- Stores and Germans "Sever Relations" :  [англ.] // Spokane Daily Chronicle. — 1941. — P. 7.
- Chief Of Interned Men Threatens To Move "Business" :  [англ.] // The Victoria Advocate. — 1941. — P. 1.
- Kuhn Goes On Hunger Strike: Increased Recreational Facilities Sought :  [англ.] // The Telegraph-Herald. — 1944. — P. 9.
- Posse Recaptures Fugitive Germans: Ranchers and Cattlemen Round Up Quartet From New Mexico Camp. — The Montreal Gazette. — 1942. — Vol. CLXXI, no. 264. — P. 20.